# Radio Television Hong Kong
Radio Television Hong Kong (em chinês: 香港電台), mais conhecida pela sigla RTHK, é uma rede de televisão e rádio pública pertencente ao Governo de Hong Kong. Situada em Kowloon City, fez sua primeira transmissão de rádio em 1928, sendo inicialmente referida através da sigla GOW. Em 1970, divulgou seu canal de televisão e, desde então, é focada em educação, entretenimento e programas de variedades, sendo proprietária de outros três canais no território, incluindo redes de televisão comerciais. Atuando como a principal estação de rádio no país, criou sua própria cerimônia em 1978, referida como RTHK International Pop Awards, onde honra os maiores êxitos nacionais e internacionais reproduzidos em sua programação.